# Centre Catòlic de Granollers
El Centre Catòlic de Granollers va ser una entitat amb objectius benèfics i recreatius constituïda legalment el 1886 tot i que hi ha constància de la seva activitat almenys des de 1881. Des del seu origen i durant tota la seva trajectòria va estar estretament vinculada a l'Església i als sectors de la societat granollerina políticament més conservadors i tradicionalistes.

## Antecedents
Durant el segle xix l'Església Catòlica es planteja la manera de reaccionar als canvis socials vinculats a la industrialització: els moviments obrers, les ideologies polítiques liberals, etc… són vistes per l'Església com una bretxa per on es pot perdre la influència entre les classes populars. Per aquest motiu sorgeixen iniciatives com els centres catòlics, creats inicialment amb caràcter assistencial, aviat amplien les seves actuacions oferint activitats de caràcter lúdic, social, cultural, esportiu…
A Granollers a finals del segle xix, el rector de la Parròquia de Sant Esteve, Jaume Barba, recull el sentiment estès en la jerarquia eclesiàstica espanyola de que la població s'està desvinculant progressivament dels valors catòlics tradicionals, tal com certifica l'augment de sectors crítics amb l'Església.
Segons opinions del rector recollides per Amador Garrell aquestes idees es propagaven sobretot a l'entorn del Casino de Granollers: una entitat recreativa creada el 1880 que, si bé no tenia cap filiació política oficial, s'hi reunien persones joves amb inquietuds polítiques com Esteve Garrell, Antoni Vilaburguès, Dionís Puig, Tomàs Cot, Joaquim Camps o Ramon Vendrell.

## Història
Així doncs, per a contrarrestar el creixent liberalisme entre la població de Granollers, el rector impulsà la creació d'una entitat amb finalitat benèfica i recreativa però amb una clara actitud confessional i de promoció dels valors catòlics. Així, el 1881 s'inicia la construcció d'un local, al costat de l'església parroquial per a ubicar-hi la seu de la nova entitat que inclou un teatre. Es tenen notícies d'ampliacions del local per a ubicar-hi una escola on es feien classes nocturnes per a obrers. Sembla que tot i que l'entitat va portar a terme diverses activitats ja des dels inicis de la dècada dels 80, no va ser legalment constituïda fins al 1886.
En els estatuts es deixa clar que es tracta d'una entitat confessional amb finalitats principalment religioses. El funcionament intern dona un gran poder de decisió i de vet a la figura del conciliari, que era exercida per rector de Sant Esteve.
Sembla que en un primer moment, els fundadors del Centre Catòlic van passar-ne per alt la inscripció i després van optar per començar per I'escola, que era el menys compromès, mentre s'elaborava un reglament. Això ens fa suposar que fins a 1886 l'associació estava constituïda per un grup de persones, amb un ideari comú i que disposaven de mitjans per construir un local on poder formar més seguidors. EI funcionament es devia regir per normes establertes verbalment o per alguna norma provisional de la qual no tenim constància. La junta de l'entitat seria habitualment formada per membres del partit carlí local. Aquest fet, junt amb la promoció de valors tradicionalistes la constant crítica a qualsevol iniciativa progressista, va enfrontar durament el Centre Catòlic amb la Unió Liberal, creada el 1887 justament com a reacció a la creació del Centre Catòlic.
el 1887 l'entitat va crear la seva pròpia impremta i llibreria, fet que li permetia ser autònoma en la publicació dels materials de divulgació i no haver de dependre de la única impremta de Granollers regentada per Esteve Garrell qui no tenia gaire bones relacions amb els sectors conservadors ja que era el principal artífex de la revista liberal El Congost. El mateix any hi ha canvis en la rectoria de Granollers i, per tant, en la direcció del Centre Catòlic. El nou rector de Granollers, Antoni Casellas, aporta una mentalitat propera al catalanisme catòlic de Torras i Bages i de la Lliga Regionalista suavitzant les tensions entre els sectors conservadors i liberals de la vila i fent perdre pes a la ideologia més propera al carlisme que havia imperat fins ara al Centre.
El 1915 es reformen els estatuts democratitzant l'entitat que passa a escollir la junta per elecció de l'assemblea i accepta dones a l'entitat.
Durant els anys de la 2a República l'activitat del centre disminueix sobretot pel que fa a activitat pública. En esclatar la guerra hi va haver atacs revolucionaris als locals del Centre Catòlic així com a la parròquia, cremant-se una gran part dels arxius de les dues institucions i quedant els locals molt malmesos. En acabar la guerra la situació social i política pateix un trencament. La Unió Liberal ha desaparegut havent estat ocupada per la Falange local i el Centre Catòlic esdevé un aliat del nou règim a nivell local, però amb les seves activitats molt reduïdes. Va tenir una funció social de defensa de les estructures de poder, però alhora era un Iloc de formació i esbargiment que possibilitava a la ciutadania anar al teatre, fer excursions i celebracions públiques.
L'activitat principal d'aquesta nova etapa serà a través de les escoles, que amb el temps es van fusionant amb iniciatives similars impulsades des de la parròquia arribant a crear les Escoles Parroquials de Sant Esteve el 1967. Finalment, a finals dels anys 60 els socis cedeixen la titularitat del Centre al Bisbat. Les activitats docents de l'Escola Sant Esteve es mantindran fins a 1985 com a centre de Primària, any en què s'afegeixen a la xarxa d'escoles públiques i entren a la Salvador Espriu, de nova construcció.
L'edifici del Centre Catòlic passaria a disposició de la parròquia fins que, l'any 2003 s'hi van construir els locals parroquials actuals.